# Pissotte
Pissotte település Franciaországban, Vendée megyében. Lakosainak száma 1144 fő (2022. január 1.). Pissotte Fontenay-le-Comte, Bourneau, Longèves, Mervent, L’Orbrie és Sérigné községekkel határos.

## Népesség
A település népességének változása:
| Lakosok száma | 1141 | 1110 | 1162 | 1143 | 1160 | 1160 | 1164 | 1157 | 1144 |
|               | 2013 | 2015 | 2016 | 2017 | 2018 | 2019 | 2020 | 2021 | 2022 |